# 까치고들빼기
까치고들빼기는 국화과의 한두해살이풀이다.

## 생태
깊은 산의 숲 가장자리에서 자란다. 줄기는 높이 20~50cm 정도이며 가지가 밑에서 갈라진다. 잎은 어긋나며 깃 모양으로 깊게 갈라진다. 갈래 조각은 3~6쌍이다. 잎자루가 있고 잎 밑부분이 줄기를 둘러싼다. 줄기와 잎을 자르면 하얀 액이 나온다. 꽃은 9~10월에 노랗게 피는데 가지와 줄기 끝에 산방꽃차례 비슷하게 모여 핀다. 꽃의 지름은 1cm 정도이다. 열매는 수과이고 갓털은 흰색이다.

## 사진

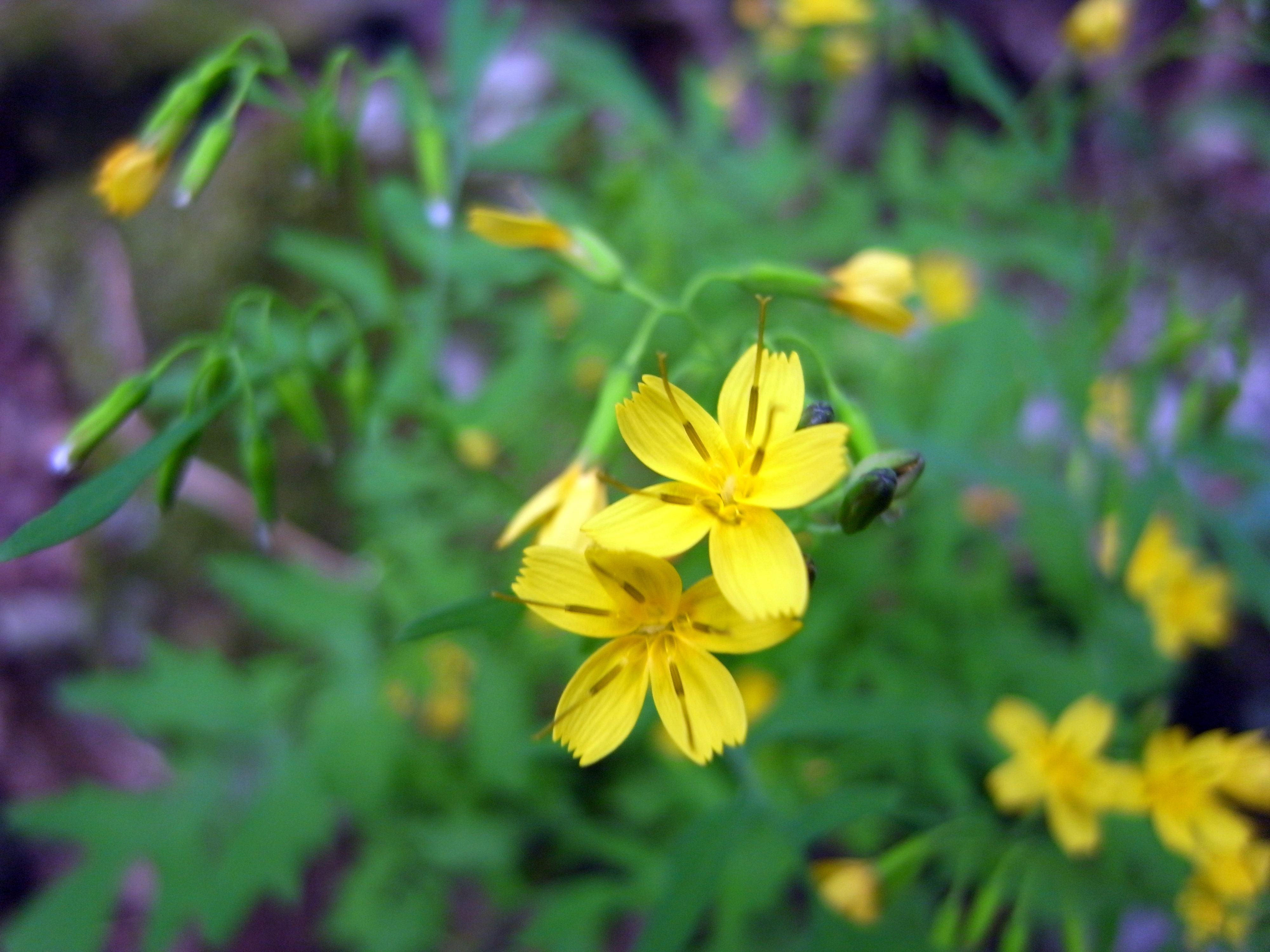
꽃
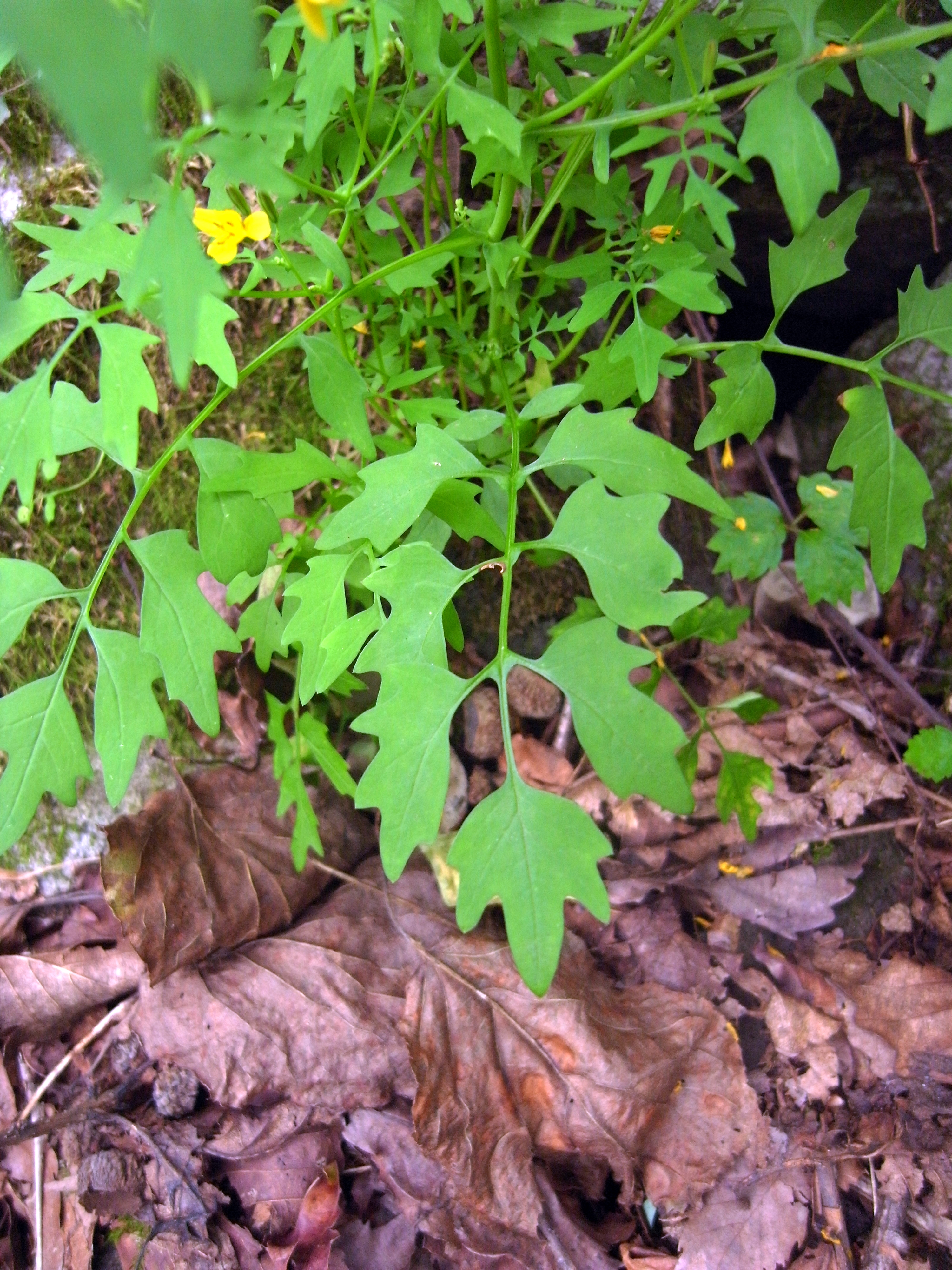
잎

## 참고 문헌
- 풀베개
- 이동혁 (2007). 《오감으로 찾는 우리 풀꽃》. 도서출판 이비컴. ISBN 978-89-89484-57-8.